# おかしなおかしな星の国
『おかしなおかしな星の国』（おかしなおかしなほしのくに）は、1968年に製作された短編アニメーション。カラー。20分。

## 概要
『人のくらしの百万年 マニ・マニ・マーチ』に続く、貯蓄増強中央委員会と東映動画製作の短編PRアニメ。「浪費は無駄、節約しよう」というテーマを、宇宙SF仕立てで製作した。
「主人公たちの乗る宇宙船が、航行中に未確認飛行物体に連行される」「着いた星が科学が進む余り、不幸な事になる」という設定は、かつて1965年に公開された東映動画製作の劇場用アニメ映画『ガリバーの宇宙旅行』を思わせる。
『人のくらしの百万年』の様な劇場公開はされなかったが、フィルムを編集されて全国各地の公共施設に貸し出され、「上映会」という形で公開されている。

## ストーリー
時は21世紀、自由に宇宙旅行が可能になった時代、「日本号」という修学旅行専用の宇宙船が宇宙を旅行していた。乗員はリーダーの次郎、サブリーダーの夕子、三郎、チョン子の4名、そしてお供に、電子頭脳を搭載し人語を話す事が出来るサイボーグ犬・グッドだ。
やがて日本号は、突然現れた未確認飛行物体に包囲され、見知らぬ星へ連行される。その星は「ゼロス星」という、超近代文明を誇る星だった。やがて現れた支配者のゼロ・ゼロ・コンマ・ゼロ大統領は次郎一行を大歓迎し、歓迎会に招待する。一行は安心すると、歓迎会に有り付いた。その席上、このゼロス星は科学が発達し、物を生産してもすぐに破壊し、また生産するという、「浪費」を奨励する星だという事を知らされた。
やがてどんどん料理が出され、食いしん坊の三郎とチョン子は喜ぶが、次郎・夕子・グッドは嫌気がさしてきた。ならばとゼロス星人はこの料理を捨ててしまった。これを見た一行は「勿体無い」と一言。ところがこの一言が大統領の逆鱗に触れ、一行に死刑を宣告する。あわてて逃げ出す一行。一方武器の製造&廃棄を繰り返しながら追うぜロス星人。やがて一行はある巨大なメーターを目撃、それはゼロス星の資源量を示すコンピューターだった。しかもメーターの針が「0」に近づいている。「0」になるとゼロス星は自爆してしまうのだ。それを知った一行は日本号目指して一目散、ゼロス星人も製造&廃棄を繰り返しながら追う、そして一行は日本号に飛び乗ると、日本号はゼロス星から脱出、同時にコンピューターの針が「0」を指し、ゼロス星は自爆して宇宙の塵と化した。一行はこの様子を見ながら、「節約しよう」と誓ったのだ……。

## 声の出演
- 熊倉一雄
- 曽我町子ほか

## スタッフ
- 製作：東映商事
- プロデューサー：猿丸孟
- 企画・提供：貯蓄増強中央委員会
- 脚本：辻真先
- 作画監督：木村圭市郎
- 美術監督：福本智雄
- 撮影：滝弘道
- 演出：芹川有吾
- 音楽：冨田勲